# Monumento Cumbre de las Américas
El Monumento Cumbre de las Américas es una edificación construida para simbolizar La Cumbre de Desarrollo sostenible, inaugurada en Santa Cruz de la Sierra, Bolivia, el 6 de diciembre de 1996. Se encuentra ubicado en la entrada oeste del Parque Urbano Central de Santa Cruz, cerca a la avenida Argentina.

## Características
Este proyecto representa la síntesis de esta reflexión y su significado puede ser entendido como traducción, en términos espaciales, del concepto de lo colectivo. Se trata de una obra realizada en ocasión de la Reunión Cumbre sobre Desarrollo Sostenible, inaugurado en diciembre de 1996 en Santa Cruz de la Sierra, la ciudad de Bolivia designada como sede del encuentro de los presidentes de América Latina Y de los Estados Unidos. La idea principal del proyecto , fue de diseñar un área de entrada para el parque urbano ya existente. El parque es una cuña verde en el plan concéntrico de la ciudad de la ciudad colonial. Terminando en el centro histórico, es un espacio rectangular vacío rodeado de avenidas y calles adyacentes. A nivel del terreno, estas dos torres se articulan por un largo curso "mineral" con espejos y chorros de agua colocados en forma regular en todo el frente del parque.
Está ubicado en la zona central-este de la ciudad. El autor del proyecto es el arquitecto suizo Mario Botta, uno de los más destacados exponentes del neo-racionalismo. El proyecto preveía unir las dos torres de ladrillo visto, que representan a las dos Américas, con una hilera de fuentes de agua, que actualmente no están en uso, y con un rayo láser en la parte superior que no ha sido instalado.